# صموئيل إس. سلاتر
صموئيل إس. سلاتر (بالإنجليزية: Samuel S. Slater)‏ هو سياسي أمريكي، ولد في 24 يناير 1870 في نيويورك في الولايات المتحدة، وتوفي في 17 نوفمبر 1916. حزبياً، نشط في الحزب الجمهوري. وقد انتخب عضو جمعية ولاية نيويورك وانتخب عضو مجلس ولاية نيويورك.